# Aya Nakahara
Aya Nakahara (jap. 中原アヤ Nakahara Aya; ur. 28 lipca 1973 w prefekturze Osaka) – japońska mangaka, znana przede wszystkim z serii Lovely Complex, za którą w 2004 roku otrzymała nagrodę Shōgakukan Manga.

## Twórczość
- Haru to kuuki nichiyobi (1995)[2]
- Benkyō shinasai! (1997)[3][4]
- Seishun no tamago (1997)[5]
- Love! Love! Love! (1998–1999)[6][7]
- Ringo nikki (2000)[8]
- Hanada (2001)[2]
- Lovely Complex (2001–2006)[2]
  - Lovely Complex Plus (2007)
  - Lovely Complex D (2009)[9]
  - Lovely Complex Two (2012)[10]
- Himitsu Kichi (2004)[11]
- Bokura no ibasho (2007)
- Tokimeki gakuen ōjigumi (2008)[12]
- Nanaco Robin (2008–2009)[13][14]
- Junjou Drop (2011–2012)[15][16]
- Berry Dynamite (2009–2010)[16]
- Saredo itoshii hibi (2013)[17]
- Dame na watashi ni koishite kudasai (2013–2016)[16][18]
  - Dame na watashi ni koishite kudasai R (2016–2018)[19][20]
- Otonanajimi (2019–2021)[21]
- Ōkami ni suzu (2021–obecnie)[22]